# Cratere Walther
Walther è un cratere lunare intitolato all'astronomo, mercante e umanista tedesco Bernard Walther; è situato nella regione meridionale della Luna, ed è unito al cratere Deslandres lungo la parte ovest del proprio bordo, e all'irregolare cratere Nonius. A nord-est di Walther vi è il cratere Aliacensis.
Il bordo di Walther risulta molto complesso a causa della forte erosione e del danneggiamento dovuto a numerosi impatti minori. Il cratere mantiene una forma circolare, anche se lungo il lato occidentale vi è una accentuata protuberanza. Il fondo del cratere è stato totalmente ricoperto dopo l'impatto originario, anche se la parte sud-ovest è rimasta relativamente liscia. Infine, nella zona di nord-ovest, vi è un picco centrale caratterizzato da numerosi piccoli crateri.

## Crateri correlati
Alcuni crateri minori situati in prossimità di Whalter sono convenzionalmente identificati, sulle mappe lunari, attraverso una lettera associata al nome.
| Walther | Latitude | Longitude | Diameter |
| ------- | -------- | --------- | -------- |
| A       | 32.4° S  | 0.7° E    | 12 km    |
| B       | 30.5° S  | 1.4° W    | 9 km     |
| C       | 31.2° S  | 0.8° W    | 14 km    |
| D       | 32.0° S  | 2.8° E    | 18 km    |
| E       | 33.3° S  | 1.2° W    | 13 km    |
| F       | 33.1° S  | 2.1° E    | 6 km     |
| G       | 32.5° S  | 3.9° W    | 8 km     |
| J       | 34.4° S  | 1.5° W    | 7 km     |
| K       | 34.1° S  | 1.4° W    | 7 km     |
| L       | 31.9° S  | 0.9° W    | 5 km     |
| M       | 34.0° S  | 0.3° W    | 5 km     |
| N       | 33.7° S  | 0.2° W    | 6 km     |
| O       | 35.6° S  | 0.1° W    | 6 km     |
| P       | 35.4° S  | 0.2° E    | 9 km     |
| Q       | 33.5° S  | 0.3° E    | 4 km     |
| R       | 35.8° S  | 0.4° E    | 8 km     |
| S       | 36.4° S  | 0.6° E    | 12 km    |
| T       | 33.4° S  | 1.8° E    | 8 km     |
| U       | 33.4° S  | 2.7° E    | 4 km     |
| W       | 32.8° S  | 2.5° W    | 36 km    |
| X       | 32.1° S  | 1.9° W    | 10 km    |